# Prairie Village (Kentucky)
|  | Dieser Artikel wurde aufgrund von inhaltlichen Mängeln auf der Qualitätssicherungsseite des Projektes USA eingetragen. Hilf mit, die Qualität dieses Artikels auf ein akzeptables Niveau zu bringen, und beteilige dich an der Diskussion! Folgende Mängel sollten behoben werden, bevor diese Markierung entfernt werden kann: Keine Belege, extrem lückenhaft.--kopiersperre (Diskussion) 12:53, 23. Apr. 2016 (CEST) |

Prairie Village ist eine Ortschaft im US-amerikanischen Bundesstaat Kentucky.
Es liegt im Jefferson County, im Südwesten der Großstadt Louisville.